# Time Waits for No Slave
Time Waits For No Slave – trzynasty album studyjny brytyjskiego zespołu Napalm Death. Wydawnictwo ukazało się 23 stycznia 2009 roku nakładem wytwórni muzycznej Century Media Records.
Nagrania zostały zarejestrowane pomiędzy sierpniem a październikiem 2008 roku w Foel Studios w Llanfire Caereinon w Walii. Dodatkowe nagrania, oraz produkcja, miksowanie i mastering odbyły się w Parlour Studios w Kettering, Northamptonshire w Anglii. Materiał był promowany teledyskami do utworów "Time Waits For No Slave" i "On The Brink of Extinction".
Album dotarł do 19. miejsca listy Billboard Heatseekers Albums w Stanach Zjednoczonych sprzedając się w nakładzie niespełna 2 tys. egzemplarzy w tydzień od dnia premiery.

## Lista utworów
Opracowano na podstawie materiału źródłowego.
1. "Strongarm" (sł. Mark Greenway, muz. Shane Embury) – 3:04
2. "Diktat" (sł. Mark Greenway, muz. Mitch Harris) – 3:41
3. "Work to Rule" (sł. Mark Greenway, muz. Shane Embury) – 3:17
4. "On the Brink of Extinction" (sł. Shane Embury, muz. Shane Embury) – 3:30
5. "Time Waits for No Slave" (sł. Mark Greenway, muz. Mitch Harris) – 4:27
6. "Life and Limb" (sł. Mitch Harris, muz. Mitch Harris) – 4:01
7. "Downbeat Clique" (sł. Mark Greenway, muz. Mitch Harris) – 4:26
8. "Fallacy Dominion" (sł. Shane Embury, Mitch Harris, muz. Mitch Harris) – 4:07
9. "Passive Tense" (sł. Mark Greenway, muz. Mitch Harris) – 3:49
10. "Larceny of the Heart" (sł. Shane Embury, muz. Shane Embury) – 3:36
11. "Procrastination on the Empty Vessel" (sł. Mark Greenway, muz. Shane Embury) – 2:57
12. "Feeling Redundant" (sł. Mark Greenway, muz. Shane Embury) – 3:23
13. "A No-Sided Argument" (sł. Mark Greenway, muz. Shane Embury) – 2:14
14. "De-Evolution Ad Nauseum" (sł. Mark Greenway, muz. Mitch Harris) – 3:49

## Notowania
| Lista                        | Kraj              | Pozycja |
| ---------------------------- | ----------------- | ------- |
| SNEP                         | Francja           | 178     |
| Media Control Charts         | Niemcy            | 95      |
| Oricon                       | Japonia           | 189     |
| Billboard Heatseekers Albums | Stany Zjednoczone | 19      |